# Драйс-Брюк
Драйс-Брюк (нем. Dreis-Brück) — община в Германии, в земле Рейнланд-Пфальц. 
Входит в состав района Вульканайфель. Подчиняется управлению Даун.  Население составляет 913 человек (на 31 декабря 2010 года). Занимает площадь 18,18 км².